# Henning Liljegren
Axel Linus Henning Liljegren, född 23 augusti 1877 i Växjö, död 23 maj 1938 i Hedvig Eleonora församling i Stockholm, var en svensk filmproducent och biografägare.

## Filmografi
Producent
- 1909 – Höstfröjd i Friesens park eller hur Urkolingen gjorde Byspelmännens bekantskap
- 1910 – Kriget i Uppland

Skådespelare
- 1921 – Värmlänningarna